# Carmen Dillon
Carmen Dillon fue una directora artística británica nacida el 25 de octubre de 1908 en Cricklewood (Inglaterra) y fallecida el 12 de abril de 2000 en Hove (Inglaterra).
Carmen Dillon nació en Cricklewood, en la actualidad parte del Gran Londres, siendo la menor de seis hermanos. Sus padres le animaban en su deseo de ser arquitecta. Mientras estudiaba en la Architectural Association School of Architecture, conoce a varios directores artísticos, entre ellos Vincent Korda y Alfred Junge. Comienza entonces a trabajar en la industria cinematográfica, primeramente en películas menores. Durante mucho tiempo fue la única mujer que ejercía este oficio en Inglaterra, aunque el hecho de ser una mujer no era bien visto en aquellos tiempos en esa profesión.
Comenzó como colaboradora de otros directores artísticos como Ralph W. Brinton, Paul Sheriff, Roger Furse, y posteriormente fue responsable completa de la dirección artística de varias películas, de Anthony Asquith por ejemplo. La moda de las películas rodadas en exteriores hace que se ponga a trabajar sobre comedias, como la serie de películas "Carry on". Después, al final de los años 1960, volvió a trabajar sobre proyectos de más entidad con Joseph Losey.
En enero de 2016 se convirtió en la cuarta mujer en haber sido incluida en el Art Directors Guild Hall of Fame del americano Art Directors Guild.

## Filmografía

### Cine
- 1938: The Last Barricade de Alex Bryce.
- 1938: Murder in the Family de Albert Parker.
- 1938: Father O'Nine de Roy Kellino.
- 1940: French Without Tears de Anthony Asquith.
- 1941: Freedom Radio de Anthony Asquith.
- 1941: Quiet Wedding de Anthony Asquith.
- 1942: Secret Mission de Harold French.
- 1942: Unpublished Story de Harold French.
- 1943: The Demi-Paradise de Anthony Asquith.
- 1943: The Gentle Sex de Leslie Howard.
- 1944: Henry V de Laurence Olivier.
- 1945: The Way to the Stars de Anthony Asquith.
- 1946: Carnival (film, 1946) de Stanley Haynes.
- 1946: School for Secrets de Peter Ustinov.
- 1947: White Cradle Inn de Harold French.
- 1948: Woman Hater de Terence Young.
- 1948: Hamlet (película de 1948), de Laurence Olivier.
- 1948: Vice Versa de Peter Ustinov.
- 1949: The Rocking Horse Winner de Anthony Pelissier.
- 1949: Cardboard Cavalier de Walter Forde.
- 1950: The Woman in Question de Anthony Asquith.
- 1950: The Reluctant Widow de Bernard Knowles.
- 1953: The Sword and the Rose de Ken Annakin.
- 1954: Doctor in the House de Ralph Thomas.
- 1952: Meet Me Tonight de Anthony Pelissier.
- 1952: The Importance of Being Earnest de Anthony Asquith.
- 1952: The Story of Robin Hood and His Merrie Men de Ken Annakin.
- 1951: The Browning Version de Anthony Asquith.
- 1953: Rob Roy, the Highland Rogue de Harold French.
- 1955: Richard III (en español Ricardo III (película de 1955) de Laurence Olivier.
- 1955: Simon and Laura de Muriel Box.
- 1955: Doctor at Sea de Ralph Thomas.
- 1955: One Good Turn de John Paddy Carstairs.
- 1956: Checkpoint de Ralph Thomas.
- 1956: The Iron Petticoat de Ralph Thomas.
- 1957: Miracle in Soho de Julian Amyes.
- 1957: The Prince and the Showgirl de Laurence Olivier.
- 1958: A Tale of Two Cities de Ralph Thomas.
- 1959: Please Turn Over de Gerald Thomas.
- 1959: Sapphire de Basil Dearden.
- 1960: Watch Your Stern de Gerald Thomas.
- 1960: Make Mine Mink de Robert Asher.
- 1960: Kidnapped de Robert Stevenson.
- 1960: Carry On Constable de Gerald Thomas.
- 1961: Raising the Wind de Gerald Thomas.
- 1961: The Naked Edge de Michael Anderson
- 1961: No Kidding de Gerald Thomas.
- 1962: The Iron Maiden de Gerald Thomas.
- 1962: Carry on Cruising de Gerald Thomas.
- 1962: Twice Round the Daffodils de Gerald Thomas.
- 1964: The Chalk Garden de Ronald Neame.
- 1965: Sky West and Crooked de John Mills.
- 1965: The Battle of the Villa Fiorita de Delmer Daves.
- 1965: The Intelligence Men de Robert Asher.
- 1967: Accident de Joseph Losey.
- 1968: A Dandy in Aspic de Anthony Mann y Laurence Harvey.
- 1969: Otley de Dick Clement.
- 1969: Sinful Davey de John Huston.
- 1970: The Rise and Rise of Michael Rimmer de Kevin Billington.
- 1971: To Catch a Spy de Dick Clement.
- 1971: The Go-Between (en español El mensajero), de Joseph Losey.
- 1972: Lady Caroline Lamb de Robert Bolt.
- 1973: Bequest to the Nation de James Cellan Jones.
- 1974: Butley de Harold Pinter.
- 1976: The Omen (en español La profecía) de Richard Donner.
- 1977: Julia de Fred Zinnemann.
- 1978: The Sailor's Return de Jack Gold.

### Televisión
- Disney Desfile (2 episodios).
- 1975 : El amor en ruinas (Love Among the Ruins) de George Cukor.
- 1979, El trigo está verde (The Corn Is Green), telefilm de George Cukor.

## Premios y distinciones
Festival Internacional de Cine de Venecia
| Año  | Categoría                                  | Película                           | Resultado |
| ---- | ------------------------------------------ | ---------------------------------- | --------- |
| 1952 | Premio Osella - Mejor diseño de producción | La importancia de llamarse Ernesto | Ganadora  |

- Oscars de cine 1949: Oscar a los mejores decorados por Hamlet.[7]
- Primetime Emmy Awards 1975: Mejores decorados / Mejor dirección artística para El amor en ruinas.

### Candidaturas
- Oscars de cine 1947: Oscar al mejor decorado por Henry V.
- British Academy Film, Premio a los mejores decorados.
  - en 1965 por Misterio sobre el acantilado.
  - en 1968 por Accidente.
  - en 1972 por El Mensajero.
  - en 1973 por La Vida tumultuosa de Lady Caroline Lamb.
  - en 1979 por Julia.